# Girls' Generation (brano musicale)
Girls' Generation (소녀시대?, SonyeosidaeLR) è un brano musicale coreano cantato da diversi artisti. Il brano in versione originale è del 1989 ed è di Lee Seung-cheol, che l'ha incluso nell'album Lee Seung-chul: Part 2. È stato ricantato da Maya nel 2005 e dalle Girls' Generation nel 2007, che l'hanno inserito nell'album Girls' Generation.